# お早よう
『お早よう』（おはよう）は、小津安二郎監督による1959年（昭和34年）の日本映画で監督第50作。

## 概要
1958年10月、『東京物語』がロンドン映画祭でサザーランド賞を受賞。11月には小津安二郎が映画人として初めて紫綬褒章を受章。1959年1月には日本芸術院賞を受賞した。名実ともに映画界の重鎮としてみられるようになった直後に、小津が選んだのは、郊外の新興住宅地を舞台に元気な子供たちにふりまわされる大人たちをコメディタッチで描いたこの『お早よう』であった。本作品では子どもたちがオナラ遊びに興じる場面が出てくるが、「オナラ」を使ったギャグは小津監督がサイレント時代から温めていたアイデアだという。1959年（昭和34年）1月にロケハンをし、2月27日から4月19日まで撮影をし、5月12日に公開された。小津作品としては『彼岸花』に続いて2本目のカラー作品であり、画面における色彩の使い方に小津の遊び心が随所に感じられる。息子の中井貴一は、当作品中の佐田について「小賢しくない、余計な芝居のない演技をしていて、父の出演する小津映画の中では一番好きです」と評している。

## あらすじ
よく似た一戸建てが並ぶ多摩川沿いの新興住宅地。男の子たちは大相撲に夢中だが、自宅にテレビは無く、近所の若い丸山夫妻（大泉滉・泉京子）の家に上がり込んではテレビの大相撲中継を見せてもらっている。学校の行き帰りには自在におならをする練習に熱心に取り組んでいるが、上手くコントロールできずにパンツを汚して帰る少年（白田肇）もいる。
一方、母親たちは町会費を巡るいざこざや押し売り騒動などに振り回されながら、あれこれと噂話に花を咲かせて日々を過ごしている。
林家の息子・実（設楽幸嗣）と勇（島津雅彦）はテレビを買って欲しいと両親（笠智衆・三宅邦子）にねだるが聞き入れてもらえず、逆に「口数が多い」などと叱られてしまったことがきっかけで、家でも学校でも口を利かないと決める。しかし、家では学校に持って行かなければならない給食費のことを親に伝えることができず、学校では教師（須賀不二夫）に指されても一言も答えられない。
やがて心配した教師が家庭を訪れるが、叱られると思った兄弟は勝手口から家を抜け出し、夜になっても戻らない。やがて知人の青年（佐田啓二）に連れられてしおしおと帰ってくると、廊下には父が買ってくれたテレビの箱が置いてあった。

## スタッフ
- 監督：小津安二郎
- 脚本：野田高梧、小津安二郎
- 製作：山内静夫
- 撮影：厚田雄春
- 美術：浜田辰雄
- 音楽 ：黛敏郎
- 録音：妹尾芳三郎
- 照明：青松明
- 編集：浜村義康
- 色彩技術：老川元薫
- 装置：山本金太郎
- 装飾：守谷節太郎
- 美粧：杉山和子
- 衣裳：吉田幸七
- 録音技術：金子盈
- 現像：東京現像所・アグファ松竹カラー
- 監督助手：田代幸三
- 撮影助手：舎川芳次
- 録音助手：伊藤亮行
- 照明助手：本橋昭一
- 美術助手：荻原重夫
- 撮影事務：田尻丈夫
- 進行：清水富二

## キャスト
- 福井平一郎：佐田啓二 - 失業中の青年。英語の翻訳のアルバイト。
- 有田節子：久我美子 - 会社勤めの若い女性。姉・民子の家に居候。
- 福井加代子：沢村貞子 - 平一郎と同居している姉。自動車の営業。
- 林敬太郎：笠智衆 - 定年退職を数年後に控えた中年男性。
- 林民子：三宅邦子（大映） - 敬太郎の妻。節子の姉。加代子の同窓。
- 林実：設楽幸嗣 - 敬太郎と民子の長男。中学生。
- 林勇：島津雅彦（若草） - 敬太郎と民子の次男。小学生。
- 丸山明：大泉滉 - 林家の隣人。近所で唯一のテレビ所有者。
- 丸山みどり：泉京子 - 明の妻。近所の主婦たちから白眼視されている。
- 大久保しげ：高橋とよ - 林家の隣人。
- 大久保善之助：竹田法一 - しげの夫。
- 大久保善一：藤木満寿夫 - 善之助としげの息子。中学生。
- 富沢汎：東野英治郎（俳優座） - 林家の隣人。定年退職して職探し中。
- 富沢とよ子：長岡輝子（文学座） - 汎の妻。
- 原口きく江：杉村春子（文学座） - 林家の隣人。
- 原口みつ江：三好栄子（東宝） - きく江の母。助産婦。
- 原口辰造：田中春男（東宝） - きく江の夫。婿養子。
- 原口幸造：白田肇 - 辰造ときく江の息子。中学生。
- 伊藤先生：須賀不二夫 - 実の担任。
- 押売りの男：殿山泰司
- 防犯ベルの男：佐竹明夫 - 押売りの男の仲間。
- 巡査：諸角啓二郎
- おでんやの女房：櫻むつ子
- 佐久間先生：千村洋子
- おでんやの亭主：島村俊雄
- 客・通さん：菅原通済

## 作品データ
- 製作：松竹大船撮影所
- フォーマット：カラー スタンダードサイズ (1.37:1) モノラル